# Esporlas
Esporlas (catalansk: Esporles) er en by og kommune i det østlige Spanien på øen Mallorca i provinsen De Baleariske Øer. Den har et indbyggertal på 5.252 (2024) indbyggere.